# Les Ancizes-Comps
Les Ancizes-Comps ist eine französische Gemeinde mit 1.714 Einwohnern (Stand: 1. Januar 2022) im Département Puy-de-Dôme in der Region Auvergne-Rhône-Alpes. Sie gehört zum Arrondissement Riom und zum Kanton Saint-Georges-de-Mons (bis 2015: Kanton Manzat). Die Einwohner werden Ancizois(es) genannt.

## Geographie
Les Ancizes-Comps liegt etwa 26 Kilometer nordwestlich von Clermont-Ferrand in den Monts Dômes am Fluss Sioule, der die westliche Gemeindegrenze bildet, und im Regionalen Naturpark Volcans d’Auvergne (französisch Parc naturel régional des Volcans d’Auvergne). Umgeben wird Les Ancizes-Comps von den Nachbargemeinden Sauret-Besserve im Norden, Saint-Georges-de-Mons im Osten, Chapdes-Beaufort im Süden und Südosten, Saint-Jacques-d’Ambur im Süden und Südwesten, Miremont im Westen und Südwesten sowie Saint-Priest-des-Champs im Westen und Nordwesten.

## Bevölkerungsentwicklung
| Jahr                       | 1962 | 1968 | 1975 | 1982 | 1990 | 1999 | 2006 | 2012 |
| Einwohner                  | 1776 | 1900 | 1983 | 1985 | 1910 | 1821 | 1812 | 1710 |
| Quellen: Cassini und INSEE |      |      |      |      |      |      |      |      |

## Sehenswürdigkeiten
- Kirche Notre-Dame in Comps, Monument historique
- Ruine der Kartause in Le Port-Sainte-Marie, Monument historique

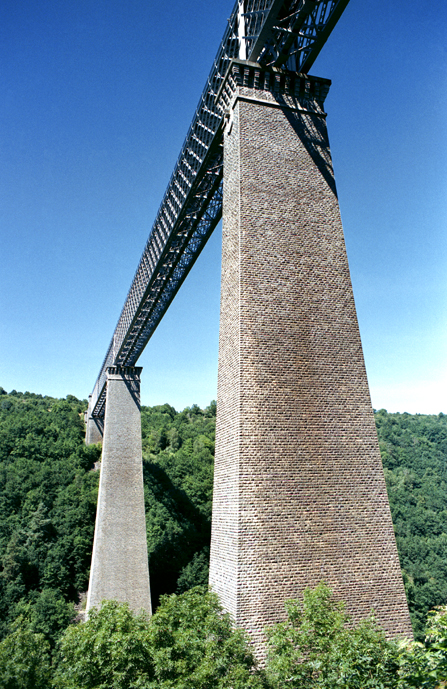
Viadukt Les Fades
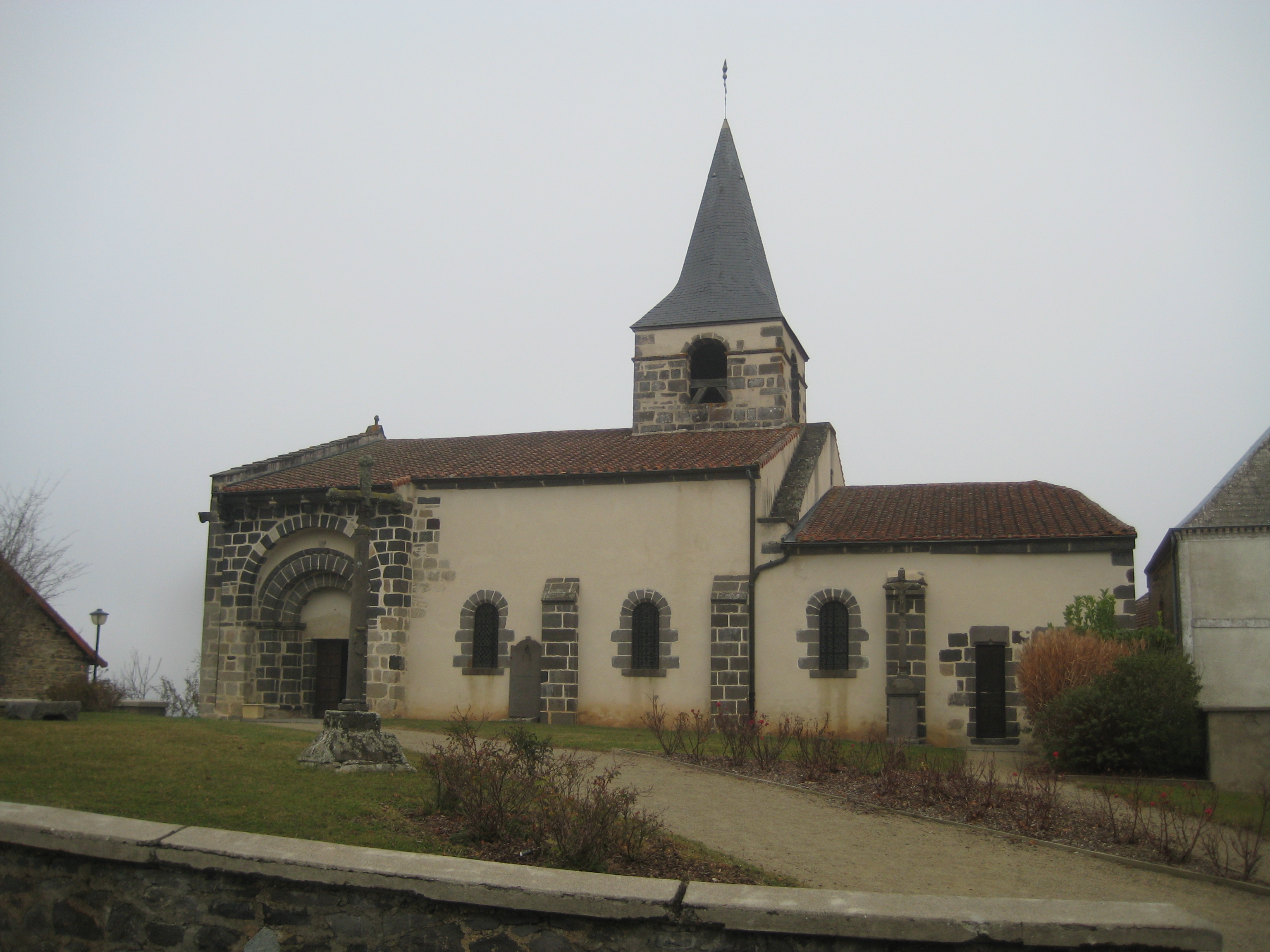
Kirche Notre-Dame
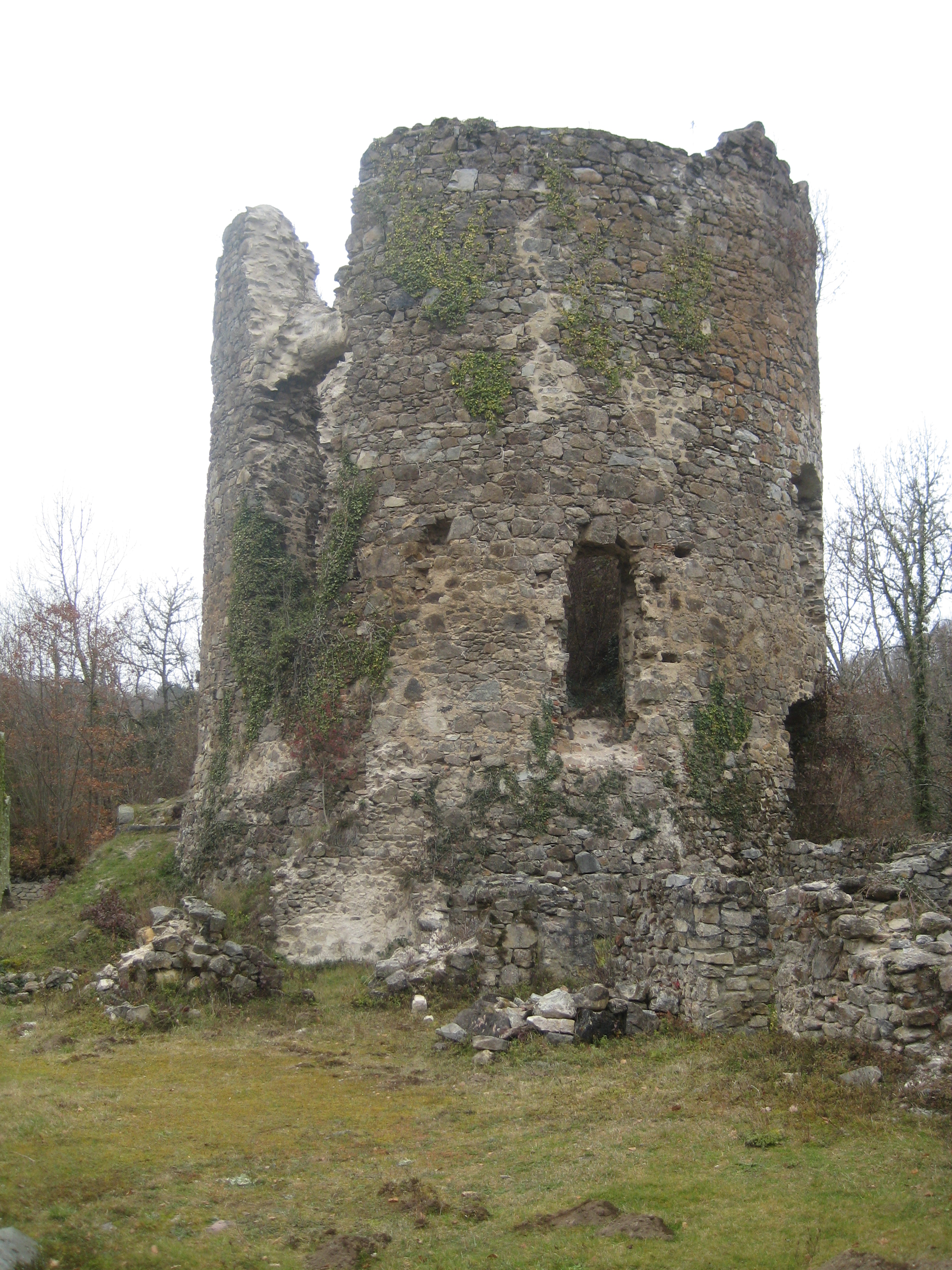
Kartauserruine

- Viadukt Les Fades
- Kirche Notre-Dame
- Kartauserruine

## Gemeindepartnerschaft
Mit der spanischen Gemeinde San Mateo de Gállego besteht eine Partnerschaft.